# 5. Division (Reichswehr)
Die 5. Division war ein Großverband der Reichswehr, dessen Stab in Stuttgart im Wehrkreis V stationiert war.

## Geschichte

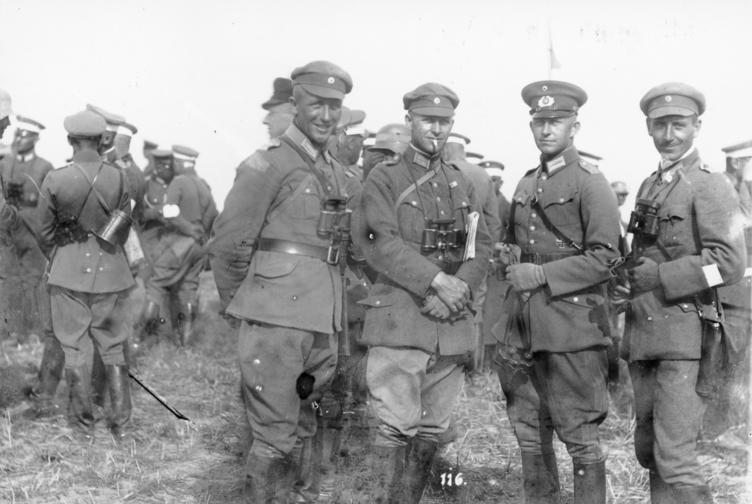
Gruppenmanöver der 5. und 7. Division in Bayern, Württemberg und Baden 1926. Zweiter von rechts der damalige Hauptmann Alfred Jodl

### Aufstellung
Im Befehl vom 31. Juli 1920 zur Verminderung des Heeres (an die im Friedensvertrag von Versailles festgelegten Obergrenzen) wurde festgelegt, in jedem Wehrkreis bis zum 1. Oktober 1920 eine Division aufzustellen. Die 5. Division wurde aus den Reichswehr-Brigaden 11 in Kassel und 13 in Stuttgart des Übergangsheeres gebildet.
Im Zuge der Heeresvermehrung wurde 1934 der Divisionsstab in das Generalkommando V. Armeekorps umgegliedert und umbenannt.

### Garnisonen
Der Divisionsstab war in Stuttgart stationiert. Die unterstellten Verbände waren in Württemberg, Baden, Hessen und Thüringen disloziert.

### Kommandeure
Der Befehlshaber im Wehrkreis V war gleichzeitig Kommandeur der 5. Division.
| Dienstgrad | Name                              | Beginn            | Ende               |
| --- | --------------------------------- | ----------------- | ------------------ |
| Generalleutnant | Walter von Bergmann               | 08. Oktober 1919  | 15. Mai 1920       |
| Generalleutnant | Walther Reinhardt                 | 16. Mai 1920      | 15. Mai 1924       |
| Generalleutnant | Ernst Hasse                       | 01. Januar 1925   | 31. Januar 1927    |
| Generalleutnant | Hermann Reinicke                  | 01. Februar 1927  | 30. September 1929 |
| Generalleutnant | Hans Freiherr Seutter von Lötzen  | 01. Februar 1927  | 30. September 1929 |
| Generalleutnant | Curt Liebmann                     | 01. Dezember 1931 | 31. Juli 1934      |
| Infanterieführer V |                                   |                   |                    |
| Oberst | Friedrich Wilhelm von Lüttwitz    | 01. Oktober 1919  | 30. September 1920 |
| Generalmajor/Generalleutnant | Ernst Kabisch                     | 01. Oktober 1920  | 15. Juni 1921      |
| Generalmajor | Friedrich Kumme                   | 16. Juni 1921     | 31. Januar 1923    |
| Generalmajor | Konrad Kraehe                     | 01. Februar 1923  | 31. März 1925      |
| Generalmajor | Erich Wöllwarth                   | 01. April 1925    | 31. Mai 1926       |
| Generalmajor | Edwin von Stülpnagel              | 01. Juni 1926     | 31. Dezember 1928  |
| Generalmajor | Emil Fleck                        | 01. Januar 1929   | 31. Januar 1930    |
| Generalmajor | Richard Waenker von Dankenschweil | 01. Februar 1930  | 31. Oktober 1930   |
| Generalmajor | Hans Halm                         | 01. November 1930 | 30. September 1931 |
| Generalmajor | Hermann Geyer                     | 01. Oktober 1931  | 30. September 1932 |
| Oberst/Generalmajor | Erwin Oßwald                      | 01. März 1933     | 01. April 1934     |
| Artillerieführer V |                                   |                   |                    |
| Generalmajor | Rudolf Bleidorn                   | 01. Oktober 1920  | 15. Juni 1921      |
| Oberst | Horst von Metzsch                 | 16. Juni 1921     | 30. September 1922 |
| Oberst/Generalmajor/Generalleutnant | Max Föhrenbach                    | 01. Oktober 1922  | 31. Januar 1928    |
| Oberst | Wilhelm Ritter von Leeb           | 01. März 1928     | 31. Januar 1929    |
| Oberst | Karl Ebertsch                     | 01. Februar 1929  | 31. Januar 1930    |
| Generalmajor | Leonhard Kaupisch                 | 01. Februar 1930  | 30. September 1932 |
| | Friedrich-Wilhelm Brandt          | 01. Oktober 1932  | 30. September 1934 |
| Anmerkung - Der Stab des Infanterieführers V bildete 1934 den Stab der neu aufgestellten 9. Infanterie-Division in Gießen (WK IX) - Der Stab des Artillerieführers V bildete 1934 den Stab der neu aufgestellten 15. Infanterie-Division in Würzburg (WK V) |                                   |                   |                    |

## Organisation

### Verbandszugehörigkeit
Die Division unterstand dem Gruppenkommando 2 in Kassel.

### Unterstellte Truppenteile
Zur Gliederung generell siehe Division (Reichswehr).
Der Division unterstanden
- Infanterieführer V in Stuttgart mit

13. (Württembergisches) Infanterie-Regiment
14. (Badisches) Infanterie-Regiment
15. Infanterie-Regiment
5. Pionier-Bataillon in Ulm (bis 1930, danach der Division unmittelbar unterstellt)
- Artillerieführer V in Stuttgart mit

5. Artillerie-Regiment
5. Fahrabteilung in Ludwigsburg
- 5. Kraftfahr-Abteilung in Stuttgart-Bad Cannstatt
- 5. Sanitätsabteilung in Stuttgart
- die Kommandanturen Stuttgart und Ulm
- die Kommandanturen der Truppenübungsplätze Münsingen und Ohrdruf